# ZP Theart
ZP De Villiers Theart (Clanwilliam, Južna Afrika, 27. svibnja 1975.) je južnoafrički pjevač, tekstopisac, i glavni pjevač sastava Skid Row. Theart je slavu postigao kao glavni vokalist britanskog power metal sastava DragonForce. Za ime, koristi inicijale svog djeda "ZP", čije ime je bilo Zachery Paul.

## Diskografija s DragonForceom
- Valley of the Damned (2003.)
- Sonic Firestorm (2004.)
- Inhuman Rampage (2006.)
- Ultra Beatdown (2008.)